# Longlaville
Longlaville település Franciaországban, Meurthe-et-Moselle megyében. Lakosainak száma 2373 fő (2022. január 1.). Longlaville Pétange, Herserange, Longwy, Mont-Saint-Martin és Saulnes községekkel határos.

## Népesség
A település népességének változása:
| Lakosok száma | 3365 | 2625 | 2305 | 2481 | 2546 | 2494 | 2486 | 2365 | 2367 | 2373 |
|               | 1968 | 1982 | 1990 | 2006 | 2013 | 2015 | 2017 | 2019 | 2020 | 2022 |